# Маунт-Кроуфорд (Вірджинія)
Маунт-Кроуфорд (англ. Mount Crawford) — місто (англ. town) в США, в окрузі Рокінгем штату Вірджинія. Населення — 439 осіб (2020).

## Географія
Маунт-Кроуфорд розташований за координатами 38°21′39″ пн. ш. 78°56′28″ зх. д. / 38.36083° пн. ш. 78.94111° зх. д. (38.360759, -78.941065).  За даними Бюро перепису населення США в 2010 році місто мало площу 1,29 км², з яких 1,25 км² — суходіл та 0,04 км² — водойми.

## Демографія
Згідно з переписом 2010 року, у місті мешкали 433 особи в 186 домогосподарствах у складі 124 родин. Густота населення становила 336 осіб/км².  Було 201 помешкання (156/км²).
Расовий склад населення:
| - 94,5 % — білих - 3,0 % — чорних або афроамериканців - 0,5 % — азіатів - 1,8 % — осіб інших рас |

До двох чи більше рас належало 0,2 %. Частка іспаномовних становила 2,3 % від усіх жителів.
За віковим діапазоном населення розподілялося таким чином: 19,4 % — особи молодші 18 років, 67,9 % — особи у віці 18—64 років, 12,7 % — особи у віці 65 років та старші. Медіана віку мешканця становила 42,1 року. На 100 осіб жіночої статі у місті припадало 99,5 чоловіків;  на 100 жінок у віці від 18 років та старших — 95,0 чоловіків також старших 18 років.
Середній дохід на одне домашнє господарство  становив 67 109 доларів США (медіана — 56 458), а середній дохід на одну сім'ю — 78 478 доларів (медіана — 64 500). За межею бідності перебувало 3,9 % осіб, у тому числі 0,0 % дітей у віці до 18 років та 10,7 % осіб у віці 65 років та старших.
Цивільне працевлаштоване населення становило 274 особи. Основні галузі зайнятості: освіта, охорона здоров'я та соціальна допомога — 23,7 %, роздрібна торгівля — 17,2 %, виробництво — 12,8 %, науковці, спеціалісти, менеджери — 9,1 %.